# Herent
Herent est une commune néerlandophone de Belgique située en Région flamande dans la province du Brabant flamand.

## Héraldique
|  | La commune possède des armoiries qui lui ont été octroyées le 1er juillet 1986. Le premier quartier montre les vieilles armoiries de Herent, le second les vieilles armoiries de Winksele. La partie inférieure représente les villages de Veltem et Beisem. Les armoiries précédentes avaient été accordées le 9 juillet 1861. Les armoiries montrent l'image de Sainte Marie avec Jésus. La composition était déjà utilisée par le conseil de Herent en 1391. Tous les sceaux ultérieurs, connus en 1452, 1539 et 1590, présentent tous la même composition. En 1861, le conseil choisit la composition du sceau comme armoiries. Blasonnement : Écartelé; au 1 d'azur, à une Vierge assise de face, couronnée et nimbée, tenant sur le bras senestre l'Enfant Jésus, et de la dextre un lys, le tout d'or: au 2 de sable au lion contourné d'or, armé et lampassé de gueules, accompagné au canton de la pointe dextre par la lettre W d'or: au 3 de sable au lion contourné d'or, armé et lampassé de gueules: au 4 d'argent au chef d'azur dentelé de trois pièces et chargé de 3 lys alignés d'or. - Délibération communale : 25 février 1986 - Arrêté de l'exécutif de la communauté : 01 juillet 1986 - Moniteur belge : 3 décembre 1987 Source du blasonnement : Heraldy of the World. |

## Sections de commune
| # | Nom           | Superf. (km²). | Habitants (2020). | Habitants par km² | Code INS |
| - | ------------- | -------------- | ----------------- | ----------------- | -------- |
| 1 | Herent        | 12,33          | 12.462            | 1.011             | 24038A   |
| 2 | Veltem-Beisem | 9,74           | 4.752             | 488               | 24038C   |
| 3 | Winksele      | 10,66          | 4.702             | 441               | 24038B   |

## Démographie

### Démographie: Avant la fusion des communes
- Source: DGS recensements population

### Démographie: Commune fusionnée
Graphe de l'évolution de la population de la commune (la commune d'Herent étant née de la fusion des anciennes communes d'Herent, de Veltem-Beisem et de Winksele, les données ci-après intègrent les trois communes dans les données avant 1977).
Les chiffres des années 1831 à 1970 tiennent compte des chiffres des anciennes communes fusionnées.
- Source: DGS , de 1831 à 1981=recensements population; à partir de 1990 = nombre d'habitants chaque 1 janvier[3]

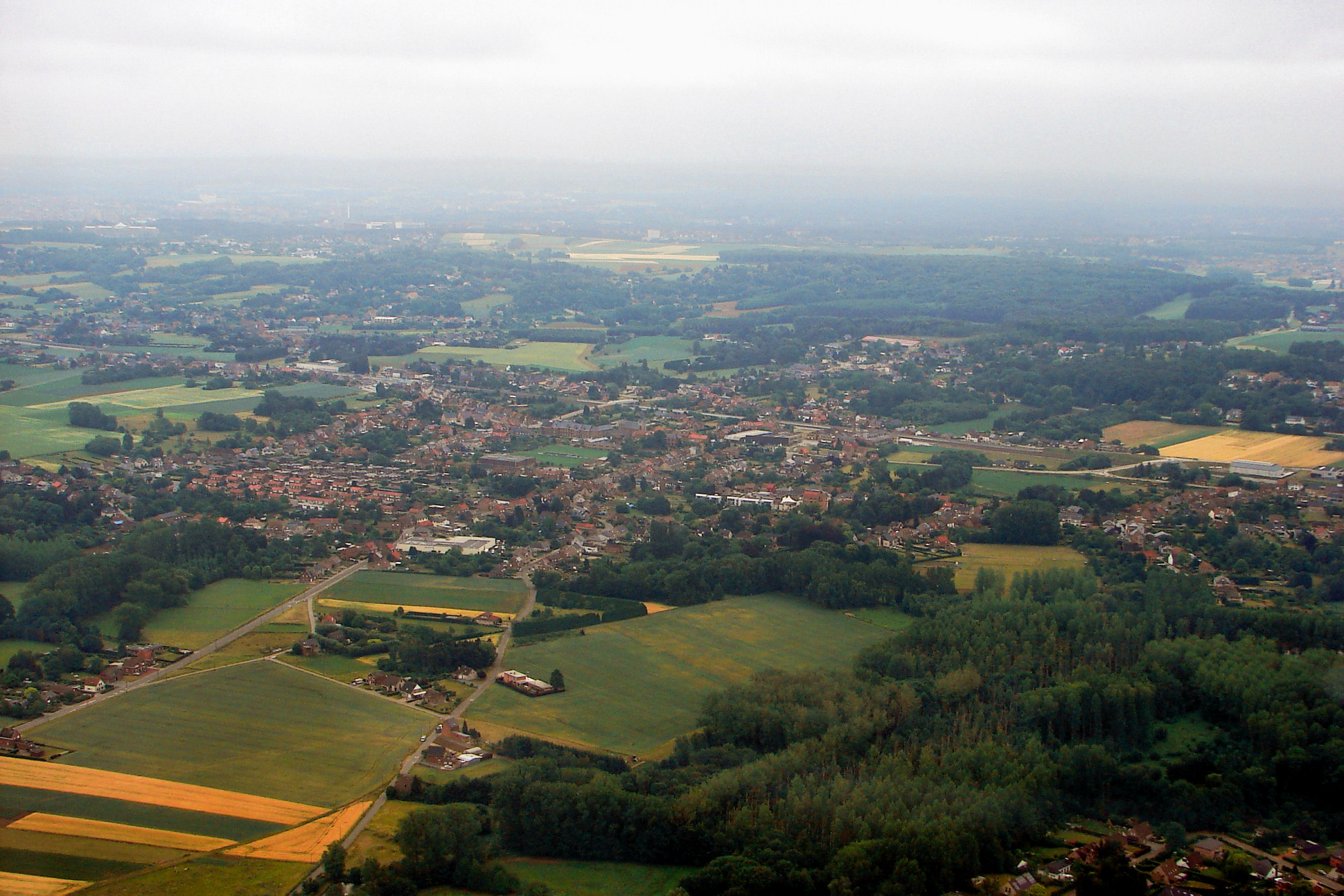
Veltem-Beisem